# Fińska Formuła 3 Sezon 1984
Fińska Formuła 3 Sezon 1984 – czwarty sezon Fińskiej Formuły 3.

## Kalendarz wyścigów
| Runda | Data        | Tor       | Pole position | Najszybsze okrążenie | Zwycięzca (kierowcy) | Zwycięzca (zespoły) |
| ----- | ----------- | --------- | ------------- | -------------------- | -------------------- | ------------------- |
| 1     | 6 maja      | Ahvenisto | odwołany      | odwołany             | odwołany             | odwołany            |
| 2     | 3 czerwca.  | Ahvenisto | ?             | ?                    | Jari Koiranen        | Lahti Racing        |
| 3     | 12 sierpnia | Ahvenisto | ?             | ?                    | Hasse Thaung         | The Swedish Lions   |

## Klasyfikacja kierowców
| Legenda oznaczeń w tabelach wyników Wyświetl szablon na nowej stronie | Legenda oznaczeń w tabelach wyników Wyświetl szablon na nowej stronie                                                                     |
| Oznaczenie                                                            | Wyjaśnienie |
| --------------------------------------------------------------------- | --- |
| Złoty                                                                 | Zwycięzca lub mistrzostwo |
| Srebrny                                                               | 2. miejsce lub wicemistrzostwo |
| Brązowy                                                               | 3. miejsce lub II wicemistrzostwo |
| Zielony                                                               | Ukończył, punktował (w klasyfikacji generalnej, gdy zdobył co najmniej jeden punkt na przestrzeni sezonu, poza trzema powyższymi opcjami) |
| Niebieski                                                             | Ukończył, nie punktował (w klasyfikacji generalnej, gdy nie zdobył co najmniej jednego punktu na przestrzeni sezonu)                      |
| Czerwony                                                              | Nie zakwalifikował się (NZ) |
| Czerwony                                                              | Nie prekwalifikował się (NPK) |
| Różowy                                                                | Nie ukończył (NU) |
| Różowy                                                                | Niesklasyfikowany (NS) (w klasyfikacji generalnej, gdy nie został sklasyfikowany w żadnym wyścigu sezonu)                                 |
| Czarny                                                                | Zdyskwalifikowany (DK) |
| Czarny                                                                | Wykluczony (WYK/EX) |
| Biały                                                                 | Nie wystartował (NW) |
| Biały                                                                 | Kontuzjowany (K/INJ) |
| Biały                                                                 | Wyścig odwołany (OD/C) |
| Bez koloru                                                            | Został wycofany (WYC/WD) |
| Bez koloru                                                            | Nie przybył (NP/DNA) |
| Bez koloru                                                            | Nie brał udziału w treningach (NT/DNP) |
| Bez koloru                                                            | Nie został zgłoszony (–) |
| Pogrubienie                                                           | Start z pole position |
| Kursywa                                                               | Najszybsze okrążenie wyścigu |
| †                                                                     | Nie ukończył, ale jego rezultat został zaliczony ze względu na przejechanie więcej niż 90% dystansu wyścigu.                              |
| *                                                                     | Sezon w trakcie |
| 1/2/3                                                                 | Punktowana pozycja w sprincie |
| Lista systemów punktacji Formuły 1                                    | |

| Poz. | Kierowca                | Zespół             | AHV | AHV | Punkty |
| ---- | ----------------------- | ------------------ | --- | --- | ------ |
| 1    | Jari Koiranen           | Lahti Racing       | 1   | 5   | 17     |
| 2    | Nettan Lindgren-Jansson | Flygvapnet         | 3   | 4   | 15     |
| 3    | Hasse Thaung            | The Swedish Lions  | -   | 1   | 11     |
| 3    | Tuomo Alitalo           | Salama Racing      | 2   | 9   | 11     |
| 3    | Reima Söderman          | Söderman Racing    | 5   | 6   | 11     |
| 6    | Mats Karlsson           | The Swedish Lions  | -   | 2   | 9      |
| 7    | Jari Nurminen           |                    | -   | 3   | 8      |
| 8    | Juha Varjosaari         | Juha Varjosaari    | 4   | -   | 7      |
| 9    | Åke Jansson             | Ross Racing        | 6   | -   | 5      |
| 10   | Jon Warmland            | Warner Home Video  | 7   | -   | 4      |
| 10   | Christer Offasson       | Revell Hobby Team  | -   | 7   | 4      |
| 12   | Leo Hatjasalo           | 500-kerho          | 8   | -   | 3      |
| 12   | Mikael Nordlander       | Racing Team Sweden | -   | 8   | 3      |
| 14   | Harri Rindell           |                    | 9   | -   | 2      |
| 15   | Terho Kuparinen         | 500-kerho          | 10  | -   | 1      |
| 15   | Tryggve Grönvall        | Tempo Racing Team  | -   | 10  | 1      |
| NS   | Heikki Myllymaa         | 500-kerho          | NU  | -   | 0      |
| NS   | Jorma Airaksinen        | 500-kerho          | NU  | -   | 0      |